# Suta
Suta – rodzaj jadowitych węży z rodziny zdradnicowatych (Elapidae).

## Zasięg występowania
Rodzaj obejmuje gatunki występujące w Australii. 

## Systematyka
W 1961 roku australijski przyrodnik Eric Worrell w artykule opublikowanym w „West Australian Naturalist” opisał kilka nowych rodzajów węży, w tym Suta i Parasuta. Za gatunek typowy rodzaju Suta uznał Hoplocephalus sutus. W 2020 roku Maryan i współpracownicy uznali rodzaj Parasuta za młodszy synonim Suta, przenosząc do tego ostatniego rodzaju gatunki zaliczane wcześniej do Parasuta.

### Etymologia
- Suta: epitet gatunkowy Hoplocephalus sutus Peters, 1863[2].
- Parasuta: gr. παρα para „blisko”; rodzaj Suta Worrell, 1961[2].

### Podział systematyczny
Do rodzaju należą następujące gatunki:
- Suta dwyeri (Worrell, 1956)
- Suta fasciata (Rosén, 1905)
- Suta flagellum (McCoy, 1878)
- Suta gaikhorstorum Maryan, Brennan, Hutchinson & Geidans, 2020[5]
- Suta gouldii (Gray, 1841)
- Suta monachus (Storr, 1964)
- Suta nigriceps (Günther, 1863)
- Suta ordensis (Storr, 1984)
- Suta punctata (Boulenger, 1896)
- Suta spectabilis Krefft, 1869
- Suta suta (Peters, 1863)